# Списък на реките в Русия (водосборен басейн на Северния ледовит океан)
В списъка са включени всички реки над над 200 км, принадлежащи към басейна на Северния ледовит океан. (Във водосборните басейни на Баренцево и Бяло море са включени всички реки над 100 км). Към водосборния басейн на Северния ледовит океан на територията на Русия попадат водосборните басейни на: Баренцево море, Бяло море, Карско море, море Лаптеви, Източносибирско море и Чукотско море.
Списъкът е съставен на следния принцип: море – река – приток от първи порядък – приток от втори порядък и т.н. Пред всеки от притоците, от втори порядък нататък, е поставен километърът, на които се влива второстепенната в главната река, като километрите са отчетени от устието към извора на реката с по-висок порядък в съответствие с „Държавния воден регистър на Русия“. Притоците са подредени от извора към устието на реката от по-голям порядък. Изключения правят тези реки, които не се вливат директно в реката от по-горен порядък, а в някой неин проток, ръкав или близко езеро. Със съответната стрелка са показани кой приток от коя страна на реката се влива: → ляв приток, ← десен приток, считано по посоката на течението на реката с по-голям порядък. След името на съответната река са показани нейната дължина (в км) и площта на водосборния ѝ басейн (в км2). Ако част от реката или част от водосборния ѝ басейн се намира извън пределите на Русия има звездичка (*) или число показващо километрите само на територията на Русия.

## Разпределение по басейни
| Водосборен басейн            | Над 1000 км | От 500 до 999 км | От 200 до 499 км | От 100 до 199 км | Общо |
| ---------------------------- | ----------- | ---------------- | ---------------- | ---------------- | ---- |
| Баренцево море               | 1           | 3                | 26               | 74               | 104  |
| Бяло море                    | 1           | 8                | 36               | 145              | 190  |
| Карско море                  | 20          | 58               | 323              | 800              | 1201 |
| море Лаптеви                 | 11          | 40               | 171              | 479              | 701  |
| Източносибирско море         | 4           | 13               | 87               | 214              | 318  |
| Чукотско море                | –           | –                | 5                | 14               | 19   |
| Северен ледовит океан (общо) | 37          | 122              | 648              | 1726             | 2533 |

### Баренцево море
- Териберка 127 / 2230
- Вороня 155 / 9940
- Йоканга 202 / 6020
- Вижас 219 / 3050
- Ома 268 / 5050
- Пьоша 257 / 5060
- Индига 193 / 3790
- Нерута 148 / 2430

- Печора 1809 / 322 000

- 1400 ← Илич 411 / 16 000

- 42 ← Когел 193 / 2680

- 1360 → Северна Милва 213 / 5970

- 94 → Расъю 112 / 816
- 14 → Сойва 154 / 1790

- 1288 → Веля 173 / 4110
- 1145 → Лемъю 197 / 4310
- 1100 ← Подчере 178 / 2710
- 1037 ← Щугор 300 / 9660

- 53 ← Болшой Паток 121 / 2520

- 868 → Кожва 194 / 9560

- 50 ← Чикшина 153 / 4540

- 792 → Лижа 223 / 6620

- 48 → Вадма 114 / 1140

- 754 ← Уса 565 / 93 600

- 457 ← Воркута 182 / 4550
- 325 → Лемва 180 / 9650

- 36 ← Пага 108 / 1900
- 7 ← Юнъяха 153 / 2570

- 252 ← Болшая Роговая 311 / 7290

- 73 ← Лек-Нерцета 157 / 1010

- 206 → Косю 259 / 14 800

- 171 → Вангир 112 / 1450
- 97 ← Кожим 202 / 5180
- 38 ← Болшая Инта 105 / 1180

- 161 ← Адзва 334 / 10 600

- 58 ← Хоседаю 167 / 2630

- 55 → Болшая Синя 206 / —
- 21 ← Колва 564 / 18 100

- 345 → Колвавис 146 / 1780
- 256 → Сандивей 148 / 3550

- 687 ← Лая 332 / 9530

- 175 ← Серчейю 133 / 2470
- 112 ← Юръяха 185 / 3180

- 455 → Ижма 531 / 31 000

- 324 ← Айюва 193 / 2950
- 316 → Ухта 199 / 4510
- 88 ← Себис 230 / 4260

- 451 → Нерица 203 / 3140
- 419 → Пижма 361 / 5470
- 415 → Цилма 374 / 21 500

- 183 → Косма 251 / 4850
- 90 ← Мила 186 / 2700
- 81 → Тобиш 393 / 6610

- 85 ← Болшой Томан 125 / 893

- 65 ← Уса 132 / 1030

- 377 → Пута 137 / 850
- 317 ← Йорса 206 / 2520 (влива се десния проток на Печора – Лабазки Шар)
- 267 ← Созва (Седзва) 215 / 2520
- 238 ← Шапкина 499 / 6570
- 188 → Сула 353 / 10 400

- 116 ← Болшая Пула 172 / 1560
- 104 → Сойма 133 / 3450
- 80 ← Болшая Янгита 119 / 952

- 82 ← Куя 186 / 3600

- Нерута 107 / 1250
- Хилчую 139 / 1200
- Чорная 308 / 7290

- 104 ← Уреряха 162 / 2020

- Науляха 104 / 853
- Море-Ю 272 / 4530
- Толотаяха 120 / 783
- Коротаиха 199 / 12 700

- 199 ← Сядейю 111 / 580
- 140 ← Хейяха 152 / 3480
- 36 ← Янгарей 123 / 1370

### Бяло море
- Поной 426 / 15 500

- 77 ← Пурнач 137 / 1600

- Стрелна 213 / 2770
- Варзуга 254 / 9840

- 97 ← Пана 114 / 2890

- Умба 123 / 6250
- Ковда 223 / 26 100

- Тумча 172 / 5240 (влива се в езерото Тумчозеро)

- Кем 191 / 27 700

- ← Чирка-Кем 221 / 8270

- Виг 237 / 27 100

- 75 → Онда 197 / 4080
- 50 → Тунгуда 128 / 1830

- Онега 416 / 56 900

- 375 ← Волошка 260 / 7100

- 13 ← Болшая Порма 118 / 758

- 250 ← Моша 131 / 8450
- 230 → Икса 128 / 1880
- 85 ← Кодина 183 / 2700
- 22 ← Мудюга 119 / 642

- Северна Двина 744 / 357 000

- 744 → Сухона 558 / 50 300

- Уфтюга 117 / 1280 (влива се в Кубенското езеро)
- Кубена 368 / 11 000 (влива се в Кубенското езеро)

- 137 → Сямжена 117 / 1930

- 494 ← Вологда 155 / 3030
- 494 ← Лежа 178 / 3550
- 433 → Двиница 174 / 2400
- 331 ← Нолшма 157 / 1540
- 170 → Уфтюга 134 / 2360
- 70 ← Стрелна 104 / 972
- 53 → Верхная Ерга 140 / 1270
- 46 → Нижная Ерга 135 / 616

- 744 ← Юг 574 / 35 600

- 245 → Кичменга 208 / 2330
- 176 ← Ентала 121 / 1450
- 120 ← Пушма 171 / 2520
- 35 ← Луза 574 / 18 300

- 379 ← Лопю 107 / 1030
- 259 ← Поруб 127 / 707
- 179 ← Лехта 146 / 1190
- 102 ← Лала 172 / 1010
- 89 ← Залеска Лала 101 / 619

- 673 ← Вичегда 1130 / 121 000

- 963 ← Чер-Вичегодская 113 / 842
- 942 ← Вол 174 / 1810
- 818 → Тимшер 129 / 1200
- 814 → Южная Милва 132 / 1510
- 796 → Лопю 131 / 1310
- 785 → Нем 260 / 4230

- 124 → 101 / 1040
- 46 → Ън 114 / 716

- 709 → Северная Келтма 155 / 7960
- 550 ← Вишера 247 / 8780

- 58 → Нившера 215 / 4250

- 54 → Лимва 105 / 757

- 527 → Угдим 116 / 843
- 493 → Локчим (Люкчим, Лекчим) 263 / 6600

- 155 Лопю 105 / 647

- 420 → Сисола 487 / 17 200

- 284 ← Лепъю 131 / 2340
- 140 → Болшая Визинга 167 / 1970
- 135 → Малая Визинга 156 / 1880
- 99 ← Лепъю 105 / 1050

- 341 → Пожег 137 / 2480
- 298 ← Вим 499 / 25 600

- 319 ← Вориква 170 / 1730
- 276 → Кедва 100 / ?
- 185 → Коин 136 / 1670
- 160 ← Йолва 255 / 3340
- 154 → Весляна 138 / 4620
- 130 ← Пожег 126 / 1920
- 96 ← Чуб 127 / 1630

- 200 ← Яренга 281 / 5140
- 197 → Шиес 103 / 1040
- 99 → Верхная Лупя 175 / 1520
- 54 → Нижная Лупя 103 / 991
- 48 → Вилед 321 / 5610

- 140 → Великая Охта 113 / 1140

- 6 → Лименда 100 / 961

- 638 ← Уфтюга 236 / 6300 (влива се в протока Песчанский Полой)

- 128 → Мотма 119 / 712
- 19 ← Лахома 120 / 1580

- 526 ← Ерга 159 / 1660
- 509 ← Верхная Тойма 100 / 1200
- 502 → Сойга 119 / ?
- 462 ← Нижная Тойма 165 / 1740
- 442 → Кодима 182 / 1570
- 362 → Вага 575 / 44 800

- 371 → Пежма 137 / 1450
- 369 ← Кулой 206 / 3300

- 29 ← Коленга 150 / 790

- 355 → Вел 233 / 5390

- 78 → Подюга 102 / 1300

- 261 → Болшая Чурга 121 / 567
- 259 ← Устя 477 / 17 500

- 288 ← Болшой Утюкс 62 / 960

- 5 ← Обил 106 / 493

- 20 → Кокшенга 251 / 5670

- 195 → Уфтюга 124 / 1060

- 212 → Пуя 172 / 2500

- 9 → Суланда 126 / 1160

- 188 → Паденга 169 / 1040
- 174 → Шелаша 117 / 380
- 98 → Лед 184 / 2690

- 48 ← Тарня 100 / 705

- 58 → Сюма 100 / 722

- 339 → Пянда 106 / 920
- 334 ← Ваенга 218 / 3370

- 36 → Нондрус 103 / 668

- 242 → Емца 188 / 14 100 (влива се в ръкава Репний)

- 68 ← Мехренга 231 / 5080

- 107 → Шорда 111 / 1040
- 86 → Пукса 106 / 1110

- 48 → Тьогра 114 / 885
- 11 → Ваймуга 152 / 4210

- 18 ← Калажма 110 / 1240

- 233 ← Пукшенга 121 / 2230

- 42 → Шиленга 116 / 334

- 188 → Обокша 132 / 1500
- 137 ← Пинега 779 / 42 600

- 619 ← Илеша 204 / 2250
- 549 → Вия 181 / 2710
- 518 ← Шоча 120 / 993
- 363 ← Явзора 101 / 528
- 314 → Юла 250 / 5290
- 269 → Покшенга 170 / 4960
- 187 ← Ежуга 165 / 2850

- ← Лодма 138 / 1910

- Золотица 177 / 1950
- Койда 126 / 1690
- Кулой 235 / 19 000

- 235 → Сотка 115 / 827
- 213 → Кьолда 104 / 2030
- 206 → Полта 168 / 1700
- 119 → Лакя 157 / 1390
- 117 ← Немнюга 201 / 3630

- 66 → Корба 123 / 790

- 54 → Сояна 140 / 5860

- Мезен 966 / 78 000

- 653 → Ирва 174 / 2260
- 618 → Болшая Лоптюга 160 / 2030

- 62 → Йод 151 / 631

- 586 → Ус 102 / 917
- 455 → Писа 164 / 1160
- 390 ← Пижма 236 / 3830
- 347 → Низма 123 / 726
- 337 ← Сула 221 / 2210
- 315 ← Кима 219 / 2630
- 242 ← Она 100 / 490
- 201 → Вашка 605 / 21 000

- 308 ← Лоптюга 152 / 1620
- 252 → Йортом 106 / 1910

- 21 → Мидмас 100 / 736

- 180 ← Содзим 116 / 982
- 108 → Зирянска Ежуга 107 / 1220

- 86 ← Пьоза 363 / 15 100

- 363 → Блудная 150 / 1390
- 363 ← Рочуга 152 / 1440
- 313 ← Варчушка 110 / 869
- 95 → Чеца 113 / 483
- 42 ← Лофтура 100 / 1060
- 20 → Няфта 138 / 1440

- 81 → Кимжа 158 / 1490

- Нес 151 / 1860

### Карско море
- Кара 257 / 13 400
- Юрибей 340 / 9740
- Ясавей-Яха 221 / 4150
- Мордияха 300 / 8350

- 61 ← Сьо-Яха 229 / 3230

- Надуй-Яха 271 / 2890
- Харасовая 271 / 3480
- Тиутей-Яха 272 / 3210
- Венуй-Еуо (Венуй-Яха) 208 / 3770
- Яходи-Яха (Яда-Яходи-Яха) 239 / 3850

- Об 3647 / 2 990 000*

- 3647 → Катун 688 / 60 900

- 390 ← Аргут 232 / 9550
- 367 ← Чуя 320 / 11 200

- 3647 ← Бия 301 / 37 000

- Чулишман 211 / 16 800 (влива се в Телецкото езеро)

- → Башкаус 219 / 7770

- 3634 → Песчаная 276 / 5660
- 3626 → Ануй 327 / 6930
- 3550 → Чариш 547 / 22 200
- 3508 ← Голяма Речка 258 / 4000
- 3490 → Алей 858 / 21 100
- 3409 → Барнаулка 207 / 5720
- 3333 ← Чумиш 644 / 23 900
- 2989 ← Берд 363 / 8650
- 2965 ← Иня 663 / 17 600
- 2677 ← Том 827 / 62 000

- 635 → Мрас-Су 338 / 8840
- 585 → Кондома 392 / 8270

- 2605 → Шегарка 382 / 12 000

- 213 ← Бакса 206 / 4800

- 2542 ← Чулим 1799 / 134 000

- 1799 ← Бели Июс 224 / 5370
- 1417 → Сереж 232 / 5090
- 1266 → Урюп 223 / 5610
- 938 ← Кемчуг 441 / 10 300
- 376 → Кия 548 / 32 200

- 12 ← Чет 432 / 14 300

- 339 → Яя 380 / 11 700
- 209 ← Чичкаюл 450 / 6150
- 172 ← Улуюл 411 / 8450

- 2403 → Чая 194 / 27 200

- 194 → Парбиг 320 / 9180

- 68 ← Андарма 232 / 3070

- 194 ← Бакчар 348 / 7310
- 140 ← Икса 430 / 6130

- 2246 ← Кет 1621 / 94 200

- 1290 → Малка Кет 239 / 2420
- 1116 → Мендел 366 / 3800
- 956 ← Сочур 301 / 4820
- 863 → Еловая 331 / 6230

- 45 → Малка Еловая 205 / —

- 547 ← Тоголика 200 / 2540
- 523 ← Орловка 327 / 9010

- 98 ← Росомаха 237 / 2230

- 414 ← Лисица 414 / 7980
- 204 ← Елтирева 332 / 5240
- 102 ← Пиковка 201 / 1340
- 33 ← Миткина 40 / —

- 18 ← Куржина 206 / 2300

- 11 ← Пайдугина 458 / 8790

- 2226 ← Пижина (Каилка) 213 / 1050
- 2189 → Парабел 308 / 25 500

- 308 ← Кьонга 498 / 8570
- 308 → Чузик 382 / 9000

- 2169 → Васюган 1082 / 61 800

- 652 → Чертала 311 / 6060
- 636 → Ягилъях 368 / 4680
- 402 → Махня 211 / 2110
- 174 ← Нюролка 339 / 6110
- 114 ← Чижапка 511 / 13 800

- 25 → Салат 216 / 4280

- 2077 ← Тим 950 / 32 300

- 472 ← Лимбелка 240 / 2150
- 319 ← Косес 249 / 3610
- 85 ← Сангилка 335 / 4490

- ← Киевски Йоган 339 / 4140 (влива се в Киевския проток на река Об)
- 1926 ← Назинская 204 / 2430
- 1808 → Ларьоган 216 / 3610
- 1730 ← Вах 964 / 76 700

- 662 ← Кисъйоган 205 / 5600
- 496 ← Кулинигол 367 / 7390
- 470 → Мегтигъйоган 36 / 7390

- 36 → Голям Мегтигъйоган 255 / 4170

- 402 ← Сабун 328 / 15 700

- 328 → Дълбок Сабун 200 / 3320
- 328 ← Сармсабун 246 / 3530

- 195 ← Колекъйоган 457 / 12 200

- 1632 → Кулйоган 342 / 6860
- 1600 ← Ватински Йоган 593 / —
- 1488 ← Тромъйоган 581 / 55 600

- 366 → Нятлонгаягун 208 / 2240
- 258 → Ентлимиягун 225 / 2740
- 126 → Ингуягун 235 / 5140
- 59 → Аган 544 / 32 200

- 141 ← Ватйоган 296 / 7340

- 1379 ← Пим 390 / 12 700

- 153 ← Ай-Пим 258 / 1780

- 1369 ← Лямин 281 / 15 900

- 281 → Лямин 2-ой 210 / 3880

- 1351 → Голям Юган 1063 / 34 700

- 670 → Сугмутенъях 372 / 2060
- 191 ← Ньогусъях 293 / 3100
- 121 ← Малък Юган 521 / 10 200
- 2 → Голям Балик 243 / 5950

- → Малък Балик 204 / 2520

- 1262 → Голям Салим 583 / 18 100

- → Тукан 216 / 2510
- → Малък Салим 269 / 2900

- 1172 ← Назим 422 / 15 200
- 1162 → Иртиш 4248* / 1 643 000*

- 1831 ← Ом 1091 / 52 600

- 584 ← Ича 257 / 3570
- 529 ← Кама 222 / 2680
- 510 ← Тартас 566 / 16 200

- 1470 ← Тара 806 / 18 300

- 318 ← Чека 295 / 4010

- 1374 ← Уй 387 / 26 700
- 1332 → Оша 530 / 21 300

- 21 → Голям Айов 266 / 6210

- 1288 ← Шиш 378 / 5270
- 1174 ← Туй 507 / 8490

- 1016 → Ишим 2450* / 177 000*
- 729 → Вагай 555 / 23 000

- 43 → Ашлик 221 / 3240

- 643 → Тобол 1591* / 426 000*

- 994 → Уй 462* / 34 400*

- 214 → Увелка 234 / 5820
- 108 ← Тогузак 246* / 8860*

- 909 ← Убаган 376* / 50 700
- 437 → Исет 606 / 58 900

- 353 ← Теча 243 / 7600
- 218 ← Миас 658 / 21 800

- 260 → Тура 1030 / 80 400

- 643 ← Тагил 414 / 10 100
- 295 ← Ница 262 / 22 300

- 262 → Нейва 294 / 5600
- 262 ← Реж 219 / 4400

- 97 ← Пишма 603 / 19 700

- 184 → Иска 210 / 2800
- 116 → Тавда 719 / 88 100

- 719 ← Сосва 635 / 24 700

- 203 ← Ляля 258 / 7430

- 72 → Лобва 222 / —

- 719 → Лозва 637 / 17 800
- 602 → Пелим 707 / 15 200
- 440 → Чьорная 218 / 3500

- 447 → Носка 374 / 8500

- 207 ← Лайма 200 / —

- 432 → Алимка 235 / 4050
- 422 ← Туртас 241 / 12 100

- 241 ← Голям Туртас 307 / 3580
- 241 → Малък Туртас 232 / 2560

- 318 ← Демянка 1160 / 34 800

- 764 → Урна 336 / 3780
- 571 → Имгит 304 / 5980
- 197 ← Кеум 354 / 3630

- 86 → Конда 1097 / 72 800

- 908 ← Ес 233 / 2120
- ← Вор 202 / —
- 698 → Мулимя 608 / 7810
- 586 → Голям Тап 504 / 8700
- 394 ← Кума 530 / 7750
- 318 → Юконда 324 / 6870
- 244 ← Катим 217 / 2480
- 56 → Кама 201 / 2520

- → Ковенская 201 / 2750
- → Сеул 254 / 3780
- 648 ← Казим 659 / 35 600

- 444 ← Кур-Йох (Сорум) 298 / 2440
- 138 → Амня 374 / 7210
- 62 → Лихма 285 / 4120

- 551 → Северна Сосва 754 / 98 300

- 591 ← Тапсуй 283 / 9430
- 552 ← Висим 214 / 4220
- 448 → Воля 226 / —
- 337 → Ляпин 404 / 27 300

- 151 → Хулга 218 / 13 100
- 58 → Голям Кемпаж (Кемпаж) 289 / 6870

- 148 ← Малка Сосва 484 / 10 400

- 20 → Пунга 222 / 1170

- 3 → Вогулка 256 / 6550

- 511 ← Куноват 362 / 12 300

- 46 ← Логасъйоган 222 / 4090

- 351 → Синя 304 / 13 500
- ← Собтийоган (Собти Юган) 234 / 3760
- 291 ← Полуй 369 / 21 000

- 369 → Дълбок Полуй 266 / —
- 369 ← Сух Полуй 212 / 4440

- → Лонготьоган 200 / 2830 (влива се в протока Малък Об)
- → Шчуча 565 / 12 300 (влива се в протока Малък Об)
- 155 → Хатитъяха 222 / 3650

- Надим 546 / 64 000

- 216 ← Танлова 238 / 6300
- 161 → Лява Хета 357 / 11 300
- 153 ← Дясна Хета 237 / 4760
- 131 → Хейгияха 243 / 7910
- 25 → Ярудей 257 / 9630

- Адерпайота 267 / —
- Пур 389 / 112 000

- 389 → Пякупур 542 / 31 400

- 117 ← Венгапур (Вингапур) 319 / 8710
- 55 → Пурпе 327 / 5110

- 389 ← Айваседапур 178 / 28 100

- 178 → Етипур 267 / 7520
- 178 ← Еркалнадейпур 423 / 7210
- 94 ← Парампур 320 / 4440

- 332 → Ягенета 233 / 8350
- 247 ← Голяма Хадиръяха 237 / —
- 223 → Еваяха 201 / 3970
- → Тобъяха 199 / 7110 (влива се в протока Тоясьо)

- 53 ← Нгарка Тобъяха (Арка-Таб-Яха) 226 / 3940

- 16 → Хадуте 373 / 8040

- Таз 1401 / 150 000

- 970 → Рата 246 / 3470
- 913 → Поколка 260 / 3710
- 876 ← Голяма Ширта 306 / 10 200
- 830 → Каралка 273 / 5440
- 792 → Ватилка 273 / 4780
- 723 → Толка 391 / 13 300
- 555 → Часелка 295 / 12 100
- 486 ← Пекилки 209 / 2060
- 429 ← Хетилки 272 / 2690
- 412 ← Худосей 409 / 11 200
- 354 → Варка-Силки 249 / 5760
- 190 ← Руская (Луцеяха) 280 / 5140
- → Голяма Тотидеотаяха 239 / —
- → Юредейяха 227 / 2680

- Месояха 446 / 26 000

- 351 → Нянгусъяха 217 / 3710
- 290 → Нядояха 288 / 3440
- 162 → Мудуйяха 237 / 5230
- 103 → Индикъяха 242 / 2530

- Антипайотаяха (Анти-Паюта-Яха) 242 / 6640
- Тотаяха (Песчаная) 253 / 2130
- Ньойтояха 255 / 3730
- Юрибей 479 / 11 700
- Нгинесьояха 237 / 2170
- Монгочеяха 339 / 2760

- Енисей 3487 / 2 580 000*

- 3487 ← Голям Енисей (Бий Хем) 605 / 56 800

- 241 ← Хамсара 325 / 19 400

- 3487 → Малък Енисей (Ка Хем) 563* / 58 700*
- 3299 → Хемчик (Кемчик) 320 / 27 000
- 3232 ← Ус 236 / 6880
- 3061 → Кантегир 209 / 5400
- 2948 ← Оя 254 / 5300
- 2887 → Абакан 514 / 32 000
- 2854 ← Туба 119 / 36 900

- 119 ← Казир 388 / 20 900

- 19 ← Кизир 300 / 9170

- 119 → Амил 257 / 9500

- 2795 ← Сида 207 / 4450
- 2632 ← Сизим 270 / 3260
- 2488 ← Мана 475 / 9320
- 2356 ← Кан 629 / 36 900

- 314 ← Агул 347 / 11 600
- 65 → Рибная (Балай) 288 / 4820

- 2137 ← Ангара 1779 / 1 039 000*

Езеро Байкал
- Горна Ангара 438 / 21 400 (влива се в езерото Байкал)

- 132 → Катера 244 / 7370

- Баргузин 480 / 21 100 (влива се в езерото Байкал)
- Турка 272 / 5870 (влива се в езерото Байкал)
- Селенга 1024* / 447 000* (влива се в езерото Байкал)

- 346 → Джида 567 / 23 500*

- 158 ← Желтура 202 / 5320

- 310 → Темник 314 / 5480
- 285 ← Чикой 769 / 46 200*

- 357 → Менза 337* / 13 800*

- 242 ← Хилок 840 / 38 500
- 156 ← Уда 467 / 34 800

- 260 → Худун (Кудун) 252 / 7820
- 84 ← Курба 227 / 5530

- 1714 → Иркут 488 / 15 000
- 1694 ← Куда 226 / 8030
- 1653 → Китой 316 / 9160
- 1610 → Белая 359 / 18 000

- 182 ← Урик 210 / 3520

- 1135 → Ока 630 / 34 000

- 139 → Зима 207 / 4460
- → Ия 486 / 18 100 (влива се в Братското водохранилище)

- 1033 → Вихоревка 236 / 5340
- 854 ← Илим 589 / 30 300
- 773 → Тушама 224 / 3400
- 722 ← Ката 233 / 7970
- 526 → Кова 452 / 11 700
- 448 ← Кода 283 / 3890
- 414 ← Чадобец 647 / 19 700
- 383 → Мура 330 / 10 800
- 288 → Карабула 212 / 5060
- 265 ← Иркинеева 363 / 13 600
- 208 ← Каменка 313 / 11 400
- 68 → Тасеева 116 / 128 000

- 116 ← Чуна (Уда) 1203 / 56 800

- 116 → Бирюса (Она) 1012 / 55 800

- 657 → Тогул 300 / 7990
- 600 → Туманшет 249 / 4780
- 490 ← Топорок 230 / 4160
- 339 → Пойма 382 / 8640

- 57 → Усолка 356 / 10 800

- 2045 → Кем 356 / 8940
- 1955 ← Голям Пит 415 / 21 700
- 1817 → Кас 464 / 11 200
- 1765 → Сим 694 / 31 600

- 94 ← Колчум 231 / 4350

- 1689 ← Вороговка 202 / 3770
- 1670 → Дубчес 433 / 15 300

- 178 → Каменен Дубчес 268 / 4050

- 1571 ← Подкаменная Тунгуска 1865 / 240 000

- 1224 ← Тетере 486 / 13 700
- 1163 ← Чамба 226 / 4080
- 1078 → Соба 233 / 2160
- 756 → Камо 339 / 14 500
- 580 ← Чуня 727 / 70 500

- 727 ← Северна Чуня 275 / 6670
- 556 → Кимчу 227 / 3800
- 529 → Муторай 228 / 4120
- 243 ← Паимбу 201 / 4370
- 113 ← Горна Чунку 301 / 6800
- 82 ← Долна Чунку 283 / —
- 42 → Тичани 333 / 9720

- 282 → Велмо 504 / 33 800

- 194 → Тея 261 / 8690
- 172 → Чапа 220 / 5260

- 1425 ← Бахта 498 / 35 500
- 1422 → Сарчиха 214 / 2740
- 1311 → Елогуй 464 / 25 100

- 200 → Келог 239 / 5390

- 1214 ← Долен Имбак 232 / 2230
- 1184 ← Фатяниха 211 / 6110
- 1154 → Пакулиха 208 / 4740
- 1058 ← Суха Тунгуска 212 / 7390

- 990 ← Долна Тунгуска 2989 / 473 000

- 2477 → Непа 683 / 19 100
- 2272 → Голяма Ерьома 411 / 13 500

- 70 ← Голяма Чайка 201 / 4380

- 2266 → Малка Ерьома 228 / 4050
- 2147 → Тетея 318 / 10 300
- 1918 → Средна Кочьома 212 / 2640
- 1274 → Илимпея 611 / 17 400
- 1235 ← Ейка 400 / 18 900

- 115 ← Пирда 243 / 4990

- 1211 → Иритка (Сики) 215 / 5950
- 871 ← Кочечум 733 / 96 400

- 255 ← Ембенчиме 352 / 14 500
- 229 → Корвунчана 228 / 10 400
- 163 → Туру 365 / 19 500
- 60 ← Тембенчи 571 / 21 600

- 849 → Нидим 379 / 14 500
- 749 ← Ямбукан 220 / 5790
- 707 ← Виви 426 / 26 800
- 690 → Таймура 454 / 32 500

- 387 ← Нептене 200 / 2970
- 79 → Юнари 228 / 5680

- 648 → Катарамба 212 / 3720
- 607 → Учами 466 / 21 000
- 548 ← Чискова 207 / 6240
- 444 ← Тутончана 459 / 16 800
- 386 ← Кочумдек 200 / 6160
- 125 ← Ерочимо (Герасимова) 218 / 9140
- 63 ← Северная 331 / 21 200

- 971 → Турухан 639 / 35 800

- 138 ← Горна Баиха 282 / 7060

- 46 ← Ладига 215 / 1930

- 71 ← Долна Баиха 608 / 8070

- 863 ← Курейка 888 / 44 700
- 606 ← Хантайка 174 / 30 700

- 67 → Кулюмбе 232 / 11 500

- 40 → Горбиачин 239 / 6250

- 433 ← Дудинка 200 / 5970
- 333 → Малка Хета 298 / 6430
- 325 → Голяма Хета 646 / 20 700
- → Танама 521 / 23 100 (влива се в протока Дерябински Енисей)

- 282 → Нгарка-Линбонкатаяха 233 / 2020
- 248 → Яртояха 200 / 2680
- ← Яра 277 / 4230

- Пясина 818 / 182 000

- 674 ← Дудипта 687 / 33 100
- 599 → Агапа 396 / 26 000

- 13 ← Янгода 257 / 6610

- 364 ← Явгода 288 / 10 100
- 309 ← Тарея 309 / 9400
- 264 ← Бинюда (Баранжа) 223 / 2950
- → Мокорито 310 / 4500
- 157 → Пура 348 / 28 300

- 125 ← Долна Буотанката 214 / 4120
- 59 → Малка Пура (Лили) 208 / 2340

- Хутудабига 207 / 4640
- Ленивая 279 / 8280
- Долна Таймира 187 / 124 000

Езеро Таймир
- Бикада Нгуома (Малахай-Тари) 256 / 14 200 (влива се в езерото Таймир)

- 78 → Муруптума-Тари 217 / 3540

- Яму-Тарида (Дюнта-Турку-Яму) 243 / 5090 (влива се в езерото Таймир)
- Горна Таймира 567 / 50 400 (влива се в езерото Таймир)

- 287 ← Горбита 264 / 6200
- 249 ← Лагата 393 / 10 900

- 215 → Кубалах 218 / 1590

- 108 ← Траутфетер 217 / 5580
- 87 → Шренк (Чукча) 372 / 11 800

- Ленинградская 275 / 10 900

### море Лаптеви
- Голяма Балахня 532 / 12 600
- Хатанга 227 / 364 000

- 227 → Хета 604 / 100 000

- 374 → Боганида 366 / 10 700
- 218 ← Голяма Романиха 218 / 5060
- 143 Маймеча 650 / 26 500

- 280 → Амбардах 235 / 6640

- Котуй 1409 / 176 000

- 965 ← Воеволихан 184 / 11 600

- 67 → Котуйкан 237 / 3870

- 832 ← Сида 217 / 4410
- 757 → Чангада 320 / 11 100
- 612 ← Мойеро 825 / 30 900
- 572 → Тукалан 270 / 8160
- 550 ← Аганили 202 / 6480
- 234 ← Котуйкан 447 / 24 300

- 102 → Иля 216 / 5180
- 54 → Джогджо 230 / 7380

- 102 ← Ериечка 262 / 7250
- 15 → Сабида 257 / 5320

- 161 → Новая 411 / 16 500

- 100 → Захарова-Рассоха 212 / 4560

- Попигай 532 / 50 300

- 257 → Рассоха 310 / 13 500
- 223 → Фомич 393 / 13 100

- Анабар 939 / 100 000

- 380 ← Малка Куонамка 457 / 24 800

- 169 ← Усумун 223 / 4870

- 247 ← Удя 342 / 15 700
- 1 → Суолема 262 / 7440

- Юйоля (Уйоле) 313 / 1920

- 147 → Кангалас-Юйоля (Хангалах-Юйоля) 244 / 4110

- Оленьок 2270 / 220 000

- 1868 ← Алакит 232 / 11 800
- 1528 → Арга Сала 503 / 47 700

- 180 → Кукусунда 270 / 14 200
- 118 → Кюенеликян 205 / 6030
- 12 → Кенде (Кенгеде) 241 / 7610

- 1351 ← Силигир 344 / 13 400
- 682 → Укукит 347 / 5000
- 669 → Биректе 315 / 8600
- 539 ← Мерчимдем 218 / 4080
- 473 → Куойка 294 / 4750
- 434 → Беенчиме 311 / 4080
- 221 ← Хорбусуонка 290 / 3230
- 217 → Бур (Пур) 501 / 13 900
- 186 ← Келимяр 254 / 4050
- 7 → Буолкалах 305 / 8780

- Лена 4294 / 2 490 000

- 3980 → Манзурка 214 / 5280
- 3812 ← Тутура 222 / 7300
- 3773 → Илга 289 / 10 400
- 3466 → Кута 408 / 12 500
- 3384 ← Таюра 216 / 5720
- 3305 → Голяма Тира 219 / 5160
- 3155 ← Киренга 746 / 46 600

- 472 → Ханда 242 / 5750
- 294 ← Улкан 224 / 7670

- 3034 ← Чечуй 231 / 6290
- 3017 ← Чая 353 / 11 400
- 2740 ← Чуя 512 / 18 400

- 52 → Малка Чуя 257 / —

- 2714 ← Витим 1978 / 225 000

- 1397 ← Конда 285 / 10 400
- 1083 ← Каренга 366 / 10 100
- 958 ← Калакан 314 / 10 600
- 900 ← Калар 511 / 17 400
- 872 → Ципа 692 / 42 200

- Ципикан 329 / 6710 (влива се в езерото Баунт)
- 133 ← Амалат 374 / 16 600

- 722 → Муя 365 / 11 900
- 282 → Мамакан 209 / 9450
- 171 → Мама 406 / 18 900

- 2690 → Пеледуй 398 / 14 300
- 2420 → Нюя 798 / 38 100

- 201 → Улахан-Мурбайи 201 / 4390

- 2395 → Джерба (Дербе) 299 / 8780
- 2334 ← Голям Патом 460 / 22 900
- 2178 → Черендей 226 / 2910
- 2160 → Бирюк 267 / 9710
- 2089 ← Олекма 1436 / 210 000

- 1028 → Средна Мокла 233 / 5120
- 905 ← Тунгир 500 / 14 700
- 631 ← Нюкжа 583 / 32 100

- 200 → Лопча 243 / 3980

- 28 → Чара 851 / 87 600

- 407 → Жуя 337 / 22 600
- 165 → Молбо 334 / 6040
- 73 ← Токко 446 / 23 100

- 2044 → Намана 444 / 16 900

- 231 → Кейикте 276 / 3650

- 1928 → Марха 346 / 8910
- 1914 → Мархачан 248 / 4350
- 1875 ← Туолба 395 / 15 800
- 1716 → Синя 597 / 30 900

- 177 ← Чина 240 / 5070

- 1609 ← Буотама 418 / 12 600
- 1528 ← Тама (Кене-Дабан) 216 / 4430
- 1488 ← Суола (Бикене) 224 / 5350

- 1311 ← Алдан 2273 / 729 000

- 1944 → Амедичи 313 / 6020
- 1894 → Чуга 236 / 7270
- 1538 ← Тимптон 644 / 44 400
- 1211 → Унгюеле 239 / 12 200
- 1208 ← Учур 812 / 113 000

- 520 → Уян 233 / 6370
- 355 → Тиркан 238 / 7280
- 266 → Гонам 686 / 55 600

- 274 ← Сутам 351 / 14 300
- 4 ← Алгама 426 / 21 500

- 47 ← Идюм 317 / 9170

- 189 → Гиним 297 / 15 100

- 1010 → Билир (Аргитар) 230 / 3420
- 967 → Мил 210 / 4990

- 845 ← Мая 1053 / 171 000

- 573 → Северен Уй 233 / 18 200

- 92 ← Ньот 224 / 3940

- 522 → Батомга 246 / 7830
- 479 → Маймакан 421 / 18 900
- 275 → Аим 110 / 26 500

- 110 ← Голям Аим 285 / 9080

- 23 ← Омня 302 / 6770

- 179 ← Юдома 765 / 43 700

- 88 → Горби (Кирбии) 212 / 5640

- 806 ← Хамна 222 / 3520

- 770 ← Аллах-Юн 586 / 24 200
- 706 → Нуотара 308 / 7440
- 623 ← Ханда (Белая) 281 / 8790
- 619 → Куолума 253 / 4640
- 492 ← Тири 327 / 14 000
- 467 ← Източна Хандига 290 / 9950
- 407 → Амга 1462 / 69 300
- 394 ← Томпо 570 / 42 700

- 286 ← Делиня 357 / 12 500
- 156 → Менкюле 225 / 6520

- 309 ← Хандига (Лосьовая) 281 / 9090

- 76 → Лабиги (Сосновая) 227 / 1500

- 271 → Тата 414 / 10 200
- 240 ← Барайи 251 / 4880
- 56 ← Келе 242 / 8620
- 12 ← Тумара 236 / 10 300

- 1275 → Кенкеме 589 / 10 000
- 1260 → Ханчали 241 / 2920
- 1157 → Сите 431 / 8740
- 1132 → Лунгха 533 / 10 300

- 52 ← Хатинг-Юрях 315 / 2570

- 1102 → Вилюй 2650 / 454 000

- 2406 → Горен Вилюйкан 271 / 4900
- 2126 → Могди 215 / 3800
- 2044 ← Улахан-Вава 374 / 12 500
- 1831 → Лахарчана 202 / 7130

- 19 ← Хахсик 204 / 2560

- 1510 ← Чона 802 / 40 600

- 300 ← Вакунайка 362 / 10 100

- 1336 → Ахтаранда 75 / 15 700

- 75 ← Алимдя 227 / 5310
- 59 ← Батир 221 / 3440

- 1294 ← Улахан-Ботуобуя 459 / 17 500
- 1174 ← Оччугуй-Ботуобуя 342 / 11 100
- 737 ← Кемпендяй 266 / 3100
- 633 → Игиата (Ъйгъйата) 601 / 11 200
- 620 ← Богомою (Чанара) 299 / 3930

- 518 → Марха 1181 / 99 000

- 766 ← Мархара 232 / 5920
- 585 ← Моркока 841 / 32 400
- 489 → Ханя 398 / 7740
- 82 → Конончан 213 / 4770

- 468 → Тюкян 747 / 16 300

- 49 ← Чили (Чилии) 349 / 5290

- 463 ← Тонгуо 317 / 6940
- 365 ← Чибида 451 / 9960

- 1 → Биракан (Бирииракаан) 229 / 2570

- 332 → Тюнг 1092 / 49 800

- 603 → Чимидикян 299 / 4270
- 83 → Дипа 243 / 5860

- 184 ← Тангнари 352 / 6490
- 170 ← Баппагай 307 / 4650

- 1086 → Тимпиликан 357 / 5130
- 1057 ← Ляписке 299 / 10 300
- 990 ← Дянишка (Кобича) 295 / 13 300
- 985 → Линде 804 / 20 000

- 578 → Серки 209 / 2210
- 69 → Джелинде (Делинде) 200 / 2060

- 921 ← Кюндюдей 240 / 3910
- 835 → Баханай 250 / 2930
- 820 ← Ундюлюнг 414 / 12 800
- 700 ← Соболох-Маян (Собопол) 411 / 13 300

- 48 ← Нимингде 200 / 3680

- 696 → Хоруонгка 377 / 8330
- 620 → Кюлянгке 211 / 4090
- 606 → Муна 715 / 30 100

- 229 → Северная 238 / 5190
- 16 ← Хахчан 221 / 3250

- 606 → Моторчуна 423 / 9250
- 603 ← Менкере 227 / 15 900
- 513 ← Джарджан 352 / 11 400

- 11 ← Улахан-Тирехтях 215 / 2290

- 413 → Молодо 556 / 26 900

- 167 ← Сюнгюде 466 / 9550

- 383 ← Уел Сиктях 247 / 6630

- Омолой 593 / 38 900

- 190 → Арга-Юрях 214 / 5530

- Яна 872 / 238 000

- 872 → Дулгалах 507 / 27 300
- 872 ← Сартанг 620 / 17 800
- 660 → Тинах (Тикаах) 241 / 5010
- 620 ← Адича 715 / 89 800

- 429 → Дербеке 389 / 14 100
- 351 → Нелгесе 566 / 15 200
- ← Чарки (Муолакан) 276 / 8320
- 222 → Борулах 316 / 9470
- 68 ← Туостах 271 / 20 000

- 587 ← Олде (Олджо) 330 / 16 100
- 532 → Битантай 586 / 40 200

- 356 ← Билях 200 / 3740
- 64 ← Тенки 299 / 3890

- Чондон 606 / 18 900

- 126 ← Нуча 243 / 2410

- Селях (Сиалаах) 225 / 8700

- 7 ← Сюрюктях (Хонгордох) 235 / 2870

- Максунуоха (Муксунова) 267 / 3660
- Биликтах 205 / 4110 (на остров Котелни, Новосибиски о-ви)

### Източносибирско море
- Саан-Юрях (Санга-Юрях) 303 / 2840
- Хрома 685 / 19 700

- 9 → Юрунг-Улах (Урунг-Юрях) 314 / 6210

→ Кюел-Юрях 247 / 2330
- Лапча 204 / 3710
- Гусиная 278 / 5980

- Индигирка 1726 / 360 000

- 1726 → Хастах (Туора-Юрях) 251 / —
- 1654 → Куйдусун 247 / 20 400
- → Брюнгада 207 / 5540
- 1493 → Елги 394 / 68 200
- 1404 ← Нера 331 / 24 500
- 1086 ← Мома 406 / 30 200
- 755 → Селенях 796 / 30 800
- 615 ← Буор-Юрях 49 / —

- 117 ← Метис 261 / 2850
- 81 ← Бьогьольох 273 / 1310

- 610 ← Бадяриха 545 / 12 200

- 303 ← Камчатка 239 / 2840

- 599 → Уяндина 586 / 77 000

- 309 ← Буор-Юрях 213 / 3460
- 170 → Хатингнах 444 / 10 100

- 195 ← Естериктях 219 / 2770

- 36 → Хачимчер 290 / 3170

- 444 → Курунг-Юрях 216 / 1830
- 420 ← Шангина 344 / 5750
- 354 ← Голяма Ерча 252 / 4250
- 200 → Аллаиха 563 / 12 400
- 112 → Бьорьольох 754 / 17 000

- 506 ← Килах (Тиит) 241 / 1680
- 296 ← Ари-Мас 284 / 3550

- ← Керемесит 287 / 3190
- ← Шандрин 414 / 7570

- Хар-Юрях 217 / 1340
- Сундрун 314 / 4170

- 39 ← Малък Хомус-Юрях 235 / 1310

- Голям Хомус-Юрях 324 / 3420

- 138 ← Окуля 204 / 1420

- Алазея 1590 / 64 700

- 1012 ← Буор-Юрях 244 / 5170
- 383 → Рассоха 786 / 27 300

- 453 → Арга-Юрях 312 / 5600

- Малка Куропаточя 213 / 3590
- Голяма Куропаточя 391 / 6240
- Голяма Чукоча 758 / 19 800

- 207 → Ольор 229 / 3890

- Конковая 141 / 6260

- 141 → Малка Конковая 226 / 2180
- 141 ← Голяма Конковая 271 / 6260

- Колима 2129 / 643 000

- 2129 → Аян-Юрях 237 / 24 100

- 15 → Бьорьольох 239 / 9810

- 2129 ← Кулу 384 / 15 600
- 1944 ← Детрин 222 / 6450
- 1839 ← Бахапча 291 / 13 800
- 1809 → Дебин 248 / 5530
- 1754 → Таскан 232 / 11 200
- 1573 ← Буюнда 434 / 24 800

- 223 ← Голяма Купка 216 / 10 400

- 1353 ← Билигичан 400 / 17 600
- 1300 ← Сугой 347 / 26 100
- 1228 ← Коркодон 476 / 42 800

- 91 ← Булун (Рассоха) 428 / 17 000

- 86 ← Али-Юрях 254 / 7840

- 13 → Токур-Юрях 215 / 4680

- 74 → Пунгали 208 / 2080
- 48 ← Голям Ярходон 239 / 3750

- 1065 ← Шаманиха 231 / 4420
- 1058 → Поповка 356 / 8350
- 970 → Ясачная 490 / 35 900

- 152 → Омульовка 410 / 13 500
- 84 → Рассоха 254 / 8820

- 958 → Зъйрянка 299/ 7310
- 888 → Ожогина 523 / 24 300

- 349 ← Чочолюгюн 208 / 2720
- 6 → Хоска 297 / 3310

- 804 ← Сяпякине 301 / 5440
- 749 ← Каменна 279 / 6140
- 709 → Седедема 567 / 18 500

- 274 → Килах 423 / 5080

- 559 ← Берьозовка 517 / 24 800

- 206 ← Сивер 203 / 3410
- 98 → Лятна 276 / 8500

- 282 ← Омолон 1114 / 113 000

- 721 ← Кегали 228 / 10 600
- 499 → Кедон 296 / 10 300
- 360 ← Олой 471 / 23 100
- ← Олойчан 229 / 6050
- 260 ← Куря 222 / 5150

- 153 ← Анюй 8 / 107 000

- 8 → Голям Анюй 693 / 57 200

- 374 ← Ангарка 211 / 6050
- 117 ← Камешкова 242 / 2130
- 46 → Яровая 363 / 4170

- 8 ← Малък Анюй 738 / 49 800

- 243 ← Погинден 281 / 13 100

- Раучуа 323 / 15 400
- Лелювеем 203 / 4540
- Пучевеем 249 / 4970
- Чаун 205 / 23 000

- 33 ← Паляваам 416 / 12 900

- 8 → Елгикаквин (Елхкаквун) 202 / 4460

- Пегтимел 345 / 17 600

- 104 ← Кувет 253 / 4220

### Чукотско море
- Еквиватап (Еквиатап) 226 / 5690
- Амгуема 498 / 28 100

- 130 → Екитики 160 / 10 300

- 34 → Чанталвергиргин 222 / 6620

- Кимъиневеем 212 / 6590